# Бондаренко Микола Спиридонович
Бондаренко Микола Спиридонович (нар. 9 травня 1902 — 4 липня 1979) — радянський військовий часів Другої Світової війни

## Життєпис
Народився 09.05.1902 в місті Корсунь-Шевченківському. У 1920 добровільно пішов служити до лав Червоної Армії. В 1922—1926 рр. навчався в Київській артилерійській школі. По її закінченні служив в артилерійських частинах. Пройшов шлях від командира взводу до начальника артилерії стрілецької дивізії.
З першого дня Німецько-радянської війни перебував на фронті. Як начальник артилерії 373-ї стрілецької дивізії брав участь у визволенні України.
Полковник у відставці. Помер 04.07.1989.

## Нагороди та відзнаки
- Орден Леніна
- 3 ордена Червоного Прапора
- Орден Великої Вітчизняної війни 1 ступеня
- Орден Червоної Зірки
- Медалі
- Почесний громадянин м. Хорола (18.09.1968)